# جاك جنكينز (لاعب كرة قدم أمريكية)
جاك جنكينز (بالإنجليزية: Jack Jenkins)‏ هو لاعب كرة قدم أمريكية أمريكي، ولد في 6 مايو 1921 في تيكساركانا في الولايات المتحدة، وتوفي في 30 أبريل 1982.